# تسليم على ظهر الباخرة

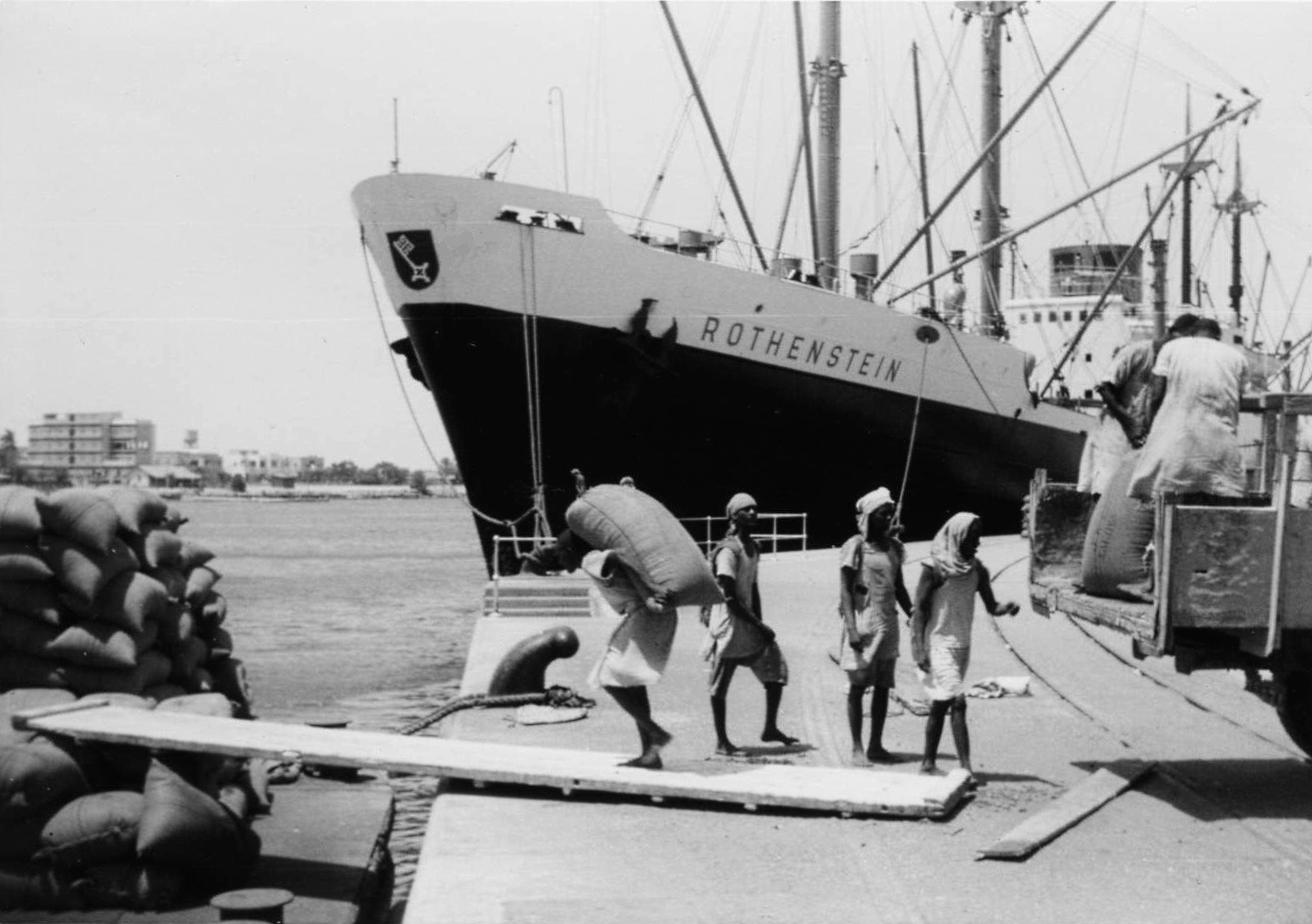

البيع بشرط التسليم على ظهر السفينة (بالإنجليزية: Free on Board : F.O.B)‏ يقصد به أن البضاعة محل البيع توضع بمعرفة البائع على ظهر السفينة الناقلة لها في ميناء الشحن المحدد في عقد البيع، وتنتقل مخاطر هلاك أو تلف البضاعة إلى المشتري من اللحظة التي تعبر فيها البضاعة حاجز السفينة الناقلة.

## التزامات البائع
- يلتزم البائع بتوريد البضاعة إلى المشتري مطابقة لعقد البيع، مع تقديم ما يثبت هذا التطابق إذا تطلب العقد ذلك.
- يلتزم البائع بتسليم البضاعة على ظهر السفينة التي يحددها المشتري في الميناء المحدد لشحن البضاعة وبالطريقة المتعارف عليها في هذا الميناء وفي التاريخ أو خلال المهلة المحددة في العقد، ويخطر المشتري بدون تأخير، بأن البضاعة قد تم تسليمها على ظهر السفينة.
- يحصل البائع على نفقته وتحت مسئوليته، على أي تصريح تصدير أو أي إذن حكومى يكون لازما لتصدير البضاعة المبيعة.
- يتحمل البائع، طبقا لنصوص البندين (3)، (4) من التزامات المشتري، جميع النفقات والمخاطر المتعلقة بالبضاعة حتى وقت عبورها فعلا لحاجز السفينة في الميناء المحدد لشحنها بما في ذلك الضرائب والرسوم وأية تكاليف أخرى تتطلبها عملية تصدير البضاعة، وكذلك النفقات التي تتطلبها أية إجراءات يتطلبها قيام البائع بتنفيذ التزاماته حتى يتم شحن البضاعة على ظهر السفينة.
- يلتزم البائع بالقيام على نفقته بحزم أو تعبئة أو تغليف البضاعة، ما لم يقض عرف ميناء الشحن بشحن البضاعة صبا.
- يلتزم البائع بدفع جميع نفقات عملية فحص البضاعة (كفحص نوع البضاعة أو قياسها أو وزنها أو عدها) والتي تلزم بقصد تسليم البضاعة.
- يلتزم البائع على نفقته بأن يزود المشتري بوثيقة نظيفة (أي بدون تحفظات) لإثبات تسليم البضاعة على ظهر السفينة المتفق عليها.
- يلتزم البائع بأن يزود المشتري بناء على طلب الأخير وعلى نفقته بشهادة مصدر البضاعة.

1. يلتزم البائع بأن يقدم للمشتري بناء على طلبه وتحت مسئوليته وعلى نفقته، كل مساعدة في الحصول على سند شحن أو أي مستند آخر بخلاف المشار إليه في البند السابق، يصدر في دولة المصدر، والتي قد يطلبها المشتري لاستيراد البضاعة في دولة الوصول (وكذلك إذا لزم الأمر لمرور البضاعة عبر دولة أخرى).

## التزامات المشتري
- يلتزم المشتري بأن يقوم على نفقته باستئجار سفينة أو حجز الفراغ اللازم على ظهر إحدى السفن، مع إخطار البائع في الوقت المناسب باسم السفينة الناقلة والمرسى الذي يتم الشحن منه وتواريخ تسليم البضاعة للسفينة الناقلة.
- يتحمل المشتري جميع النفقات والمخاطر المتعلقة بالبضاعة منذ اللحظة التي تعبر فيها البضاعة فعلا حاجز السفينة التي يتم الشحن عليها في الميناء المحدد للشحن، ويلتزم بدفع الثمن المتفق عليه في العقد.
- يتحمل المشتري أية نفقات إضافية نتيجة عدم وصول السفينة التي حددها للبائع إلى ميناء الشحن في الميعاد المتفق عليه أو حتى نهاية المهلة المحددة لذلك، أو إذا لم تتمكن السفينة من استلام البضاعة أو إذا أنهت السفينة عملية شحن البضائع قبل استلام البضاعة محل البيع في موعد سابق على الميعاد المتفق عليه أو قبل نهاية المهلة المحددة للشحن، ويتحمل كذلك جميع مخاطر البضاعة منذ تاريخ انتهاء المهلة المحددة بشرط أن تكون البضاعة مطابقة للعقد وتم فرزها بحيث أصبحت معينة باعتبارها البضاعة المتعاقد عليها.
- إذا أخفق المشتري في تعيين اسم السفينة الناقلة في الميعاد المتفق عليه أو إذا كان قد احتفظ لنفسه في العقد بحق تعيين مهلة محددة لاستلام البضاعة أو احتفظ لنفسه بالحق في اختيار ميناء معين يتم منه الشحن، ثم أخفق في تعيين هذه الفترة أو اختيار هذا الميناء، أو أخفق في إعطاء البائع التعليمات اللازمة في الوقت المناسب، فإنه يتحمل جميع النفقات الإضافية التي تترتب على ذلك فضلا عن تحمله لجميع المخاطر منذ لحظة انتهاء الفترة المتفق عليها لتسليم البضاعة، بشرط أن تكون البضاعة مطابقة للعقد وتم فرزها بحيث أصبحت معينة باعتبارها البضاعة المتعاقد عليها.
- يلتزم المشتري بأداء أية مصاريف أو تكاليف للحصول على سند الشحن المشار إليه في البند (9) من التزامات البائع.
- يلتزم المشتري بجميع نفقات رسوم استخراج المستندات المشار إليها في البندين (8)، (9) من التزامات البائع بما في ذلك نفقات استخراج شهادة المصدر والشهادات القنصلية.